# Rafiq Babayev
Pour les articles homonymes, voir Babayev.
Rafiq Babayev (en azéri:Rafiq Fərzi oğlu Babayev; né le 31 mars 1936 à Bakou et mort le 19 mars 1994 dans la même ville, est un musicien de jazz azerbaïdjanais, compositeur, chef d’orchestre, arrangeur, auteur de musique pour le cinéma. Artiste du peuple de l’Azerbaïdjan (1993).

## Biographie
Rafiq Babayev est né le 31 mars 1936 à Bakou, dans une famille nombreuse. Ultérieurement, quatre enfants de cette famille, y compris Rafiq Babayev, deviennent musiciens professionnels. Il reçoit l’éducation initiale à l’école spéciale (1943 — 1950). Ensuite il entre au Collège de musique Assaf Zeynalli en classe de piano (1950 — 1954). Étant élève de cette école, Rafiq Babayev dirige l’ensemble instrumental. Il a l’intérêt pour le jazz et apprend l’art d’improvisation. À l’examen de fin d’études, son programme inclut à part la musique classique, la composition du pianiste de jazz Bill Evans.
Après avoir terminé le Conservatoire national azerbaïdjanais U.Hadjibeyov, Rafiq Babayev se consacre entièrement à la musique de jazz.

## Carrière
Il part en tournée à travers l’Union Soviétique avec l’ensemble de jazz instrumental, dont il est dirigeant. En 1966, il fait connaissance de Rachid Behbudov, chanteur renommé, fondateur du Théâtre du Chant. Rachid Behbudov invite Rafiq Babayev au Théâtre en tant que directeur musical. Ils préparent ensemble un programme de concert théâtralisé. Pendant cette période, Babayev continue le travail pour le jazz, en participant constamment aux festivals de jazz. En 1967, l’ensemble de Rafiq Babayev devient lauréat du festival de jazz à Tallinn.
En 1978, Rafiq Babayev est honoré du titre d’Artiste Émérite d’Azerbaïdjan.
En 1991, Rafiq Babayev crée le collectif folklorique de jazz « Djangui ». Il fonde également un studio d’enregistrement, qui aide le groupe à réaliser des projets musicaux.
Rafiq Babayev était membre de l’Union des compositeurs et de l’Union des cinéastes. Il crée un grand nombre de compositions de jazz, de pièces, d’arrangements des chants folkloriques et la musique pour plus de vingt films. 
Il est honoré du titre d’Artiste du Peuple de l’Azerbaïdjan.
Le 19 mars 1994, Rafiq Babayev tombe victime d'un attentat terroriste organisé par les services secrets de l'Arménie dans le métro de Bakou.